# Південний міст (Дніпро)
Півде́нний міст — автомобільний міст у Дніпрі що поєднує житлові масиви Придніпровськ і Перемога. Цей міст є наймолодшим з усіх побудованих у м. Дніпро.

## Історія зведення мосту
В кінці 1970-х перед містом постало питання розвантаження Усть-Самарського мосту, котрий був основним, що з'єднував Придніпровськ з м. Дніпро. 
Цей міст не міг повністю нести на собі цю функцію, тому на засіданні у облраді було створено план, за яким у південному районі міста було розпочато будівництво нового мосту. Він повинен був поєднати Придніпровськ із найбільшою у місті ТЕЦ і новий житловий масив Перемога.
Південний міст є частиною об'їзної дороги покликаної розвантажити центр міста від вантажного транзитного транспорту.
Будівництво тривало загалом 18 років і відбувалося у 2 черги: з 1982 по 1993 і з 1998 по 2000 роки. Такі часові рамки були пов'язані із фінансовими проблемами міста під час економічної кризи 1990-х років.

## Теперішній стан
Наразі міст функціонує не тільки за прямим призначенням. Він є частиною нової об'їзної дороги у Дніпрі, яку будують, починаючи з 2011 року.

## Цікавинки
Міст має вигнуту форму ближче до середини, де пролягає судоплавний фарватер. Але у Дніпрі поширений міт, ніби це не є архітектурною чи функціональною задумкою, а міст будували з обох боків назустріч, аби зійтись у центрі. Але будівельники помилились, і з західної частини міст ішов нижче. І тому цій бригаді довелося підіймати цей проліт, аби зійтися у потрібній точці.